# Априлијана (Латина)
Априлијана је насеље у Италији у округу Латина, региону Лацио.
Према процени из 2011. у насељу је живело 514 становника. Насеље се налази на надморској висини од 89 м.